# MI5
Служба безбедности (енгл. Security Service), познатија по свом акрониму MI5 (енгл. Military Intelligence, Section 5 = Војни обавештајни одељак 5“), је британска контраобавештајна и безбедносна агенција као и део обавештајне машинерије у коју су укључене Тајна обавештајна служба (енгл. Secret Intelligence Service (SIS) или Military Intelligence, Section 6 (MI6)), Државни комуникациони штаб (GCHQ) и Одбрамбено обавештајна служба (DIS). Све оне подређене су Обједињеном обавештајном комитету (JIC). Служба има своју статутарну основу у Акту безбедносних служби из 1989. и у Акту обавештајних служби Уједињеног Краљевства из 1994. године. 
Задаци Службе безбедности обухватају заштиту британске парламентарне демократије и економских интереса, борбу против серијских злочина, милитантног сепаратизма, тероризма и шпијунаже унутар Уједињеног Краљевства. Иако се највише бави унутрашњом безбедношћу, она има и важну улогу у подршци прекоморским операцијама.
Служба од 1995. године има седиште у Тејмз Хаусу у лондонском кварту Милбенк. Тејмз Хаус је такође и седиште Канцеларије за Северну Ирску као и Обједињеног центра за анализу тероризма, организације подређене Безбедносној служби.
Унутар заједнице цивилних служби, MI5 је колоквијално познат и као Бокс 500 (по њеној званичној ратној адреси PO Box 500 и њеној тренутној адреси – PO Box 3255, Лондон SW1P 1AE) или једноставно Пет.